# Portas de plataforma

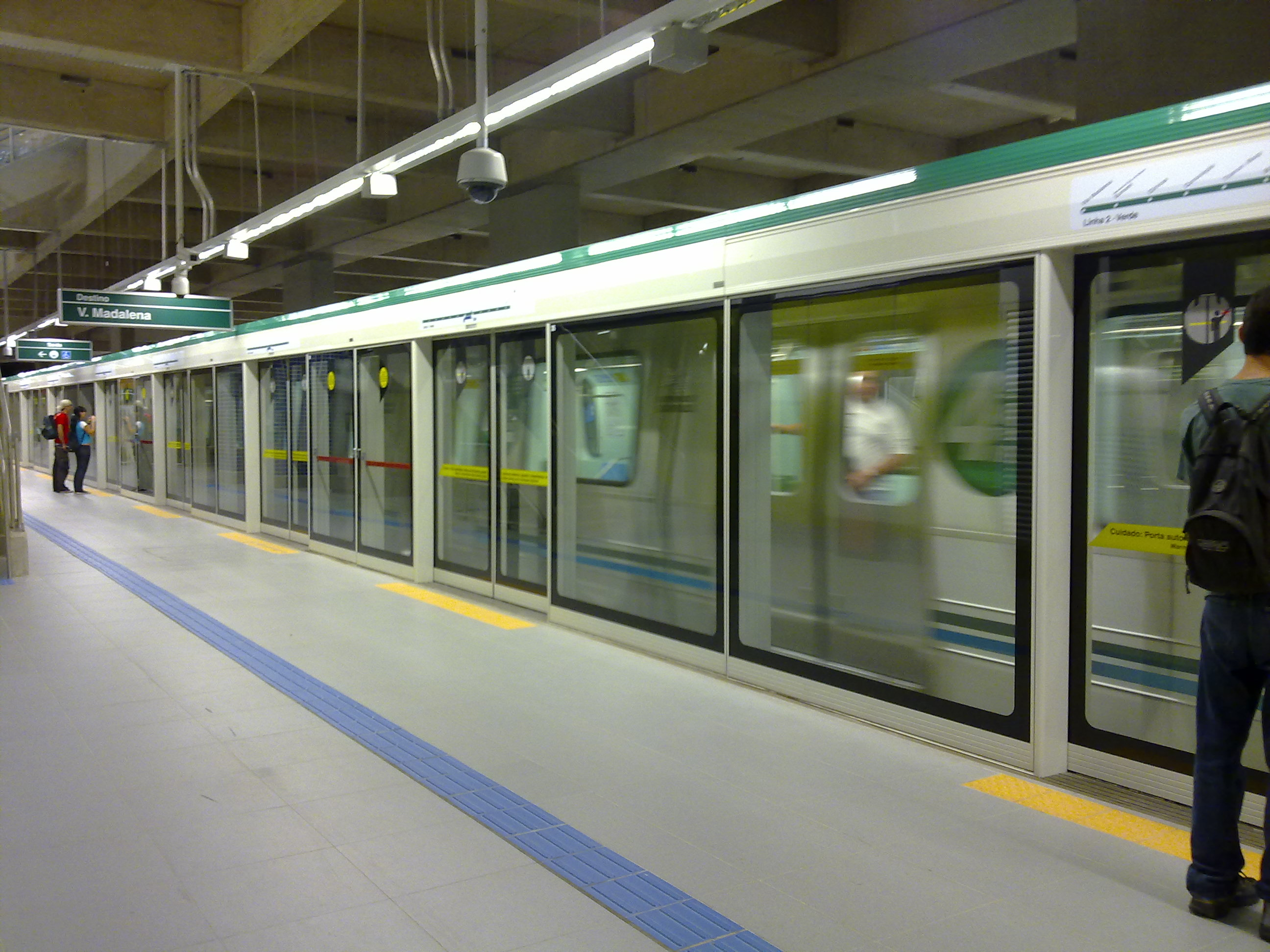
Portas de plataforma da Estação Sacomã da Linha 2 do Metrô de São Paulo

As portas de plataforma são equipamentos compostos por fachadas e portas automáticas de vidro situados na borda de uma plataforma, que protegem a via férrea de interferências externas. São utilizadas principalmente nas estações de metropolitano, pois apresentam dificuldades técnicas em outros tipos de ferrovia. Trata-se de uma medida de segurança relativamente nova, tanto em sua instalação em linhas novas como a adaptação de linhas já construídas. Utilizam-se em metrôs asiáticos, europeus e latino-americanos como os de Tóquio, Quioto, Seul, Hong Kong, Londres, Pequim, Xangai, Singapura, Copenhague, Paris, São Petersburgo ou Sevilha, além do Metrô de São Paulo e do Metro de Santiago.

## Funcionamento

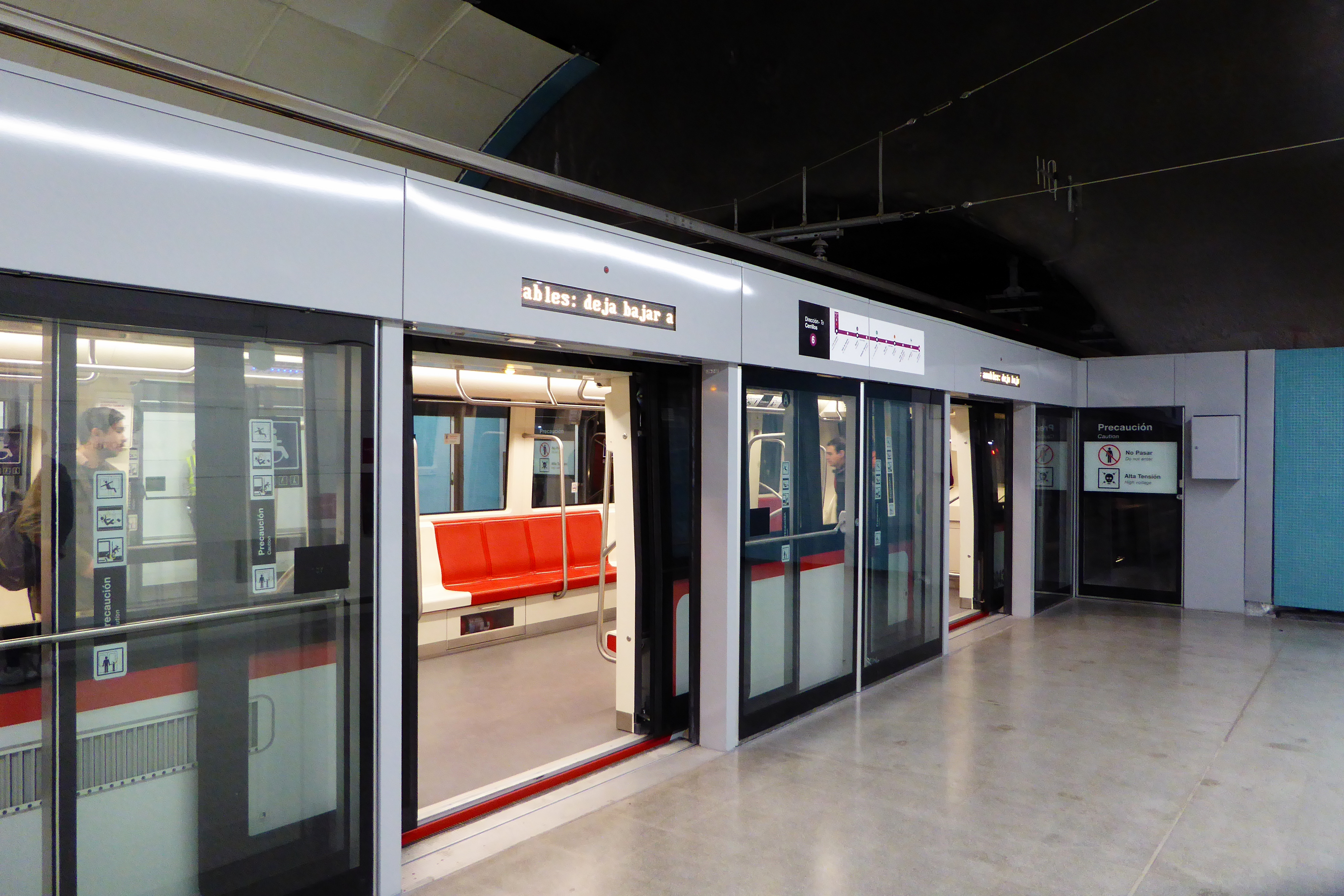
Portas de plataforma da Estação Los Leones da Linha 6 do Metrô de Santiago

Em algumas linhas as portas de plataforma são de altura completa, desde o solo até o teto da estação, enquanto em outras linhas chegam a meia altura. Os trens têm que parar sempre no mesmo ponto da plataforma, o que se garante utilizando balizas de parada ou sistemas de condução como o ATO. Uma vez parado o trem, tanto suas portas como as da plataforma se abrem juntas automaticamente, como as portas de caixa e de planta de um elevador. A confiabilidade na sincronização do processo é essencial para que o sistema seja seguro.
Estas portas ajudam a:
- Prevenir suicídios e assassinatos, ao não permitir que pessoas caiam na via;
- Reduzir o perigo de arraste ou impacto, especialmente dos trens que passam em alta velocidade;
- Melhorar o controle climático da estação, desde que as portas sejam de altura completa (calefação, ventilação, e ar condicionado são mais efetivos quando a estação está fisicamente isolada do túnel);
- Aumentar a segurança, ao não permitir que entrem nos túneis pessoas não autorizadas pela companhia;
- Reduzir custos utilizando um sistema de trens sem condutor, alguns dos quais requerem portas de plataforma;
- Evitar que os usuários joguem lixo na via.

A implantação deste sistema em outros sistemas de ferrovia é complexo, pois os trens que o utilizam têm que ser compatíveis com o sistema e vice-versa, e numa rede de ferrovia convencional circulam trens de vários tipos.

## Polêmica
As portas de plataforma viraram alvo de discussão no Brasil após a morte de um passageiro na Estação Campo Limpo, da Linha 5-Lilás do Metrô de São Paulo, em 6 de maio de 2025. Segundo relatos, ele acabou ficando preso em um vão entre as portas e o trem, que deu partida e acabou o arrastando, sendo que o mesmo veio a óbito no local após ser prensado. Segundo a ViaMobilidade, operadora da linha, as portas possuem um sensor de movimento de obstrução, no entanto, ele funciona apenas para impedir que os trens partam com as portas abertas. Não há sensores no vão entre a porta da plataforma e a porta do trem. Por esse motivo, o sensor acabou não sendo ativado. Segundo apurações, a ViaMobilidade cobrava desde 2023 a aprovação da instalação de barras de segurança junto às portas. O Metrô, por sua vez, alegou que esperava uma solução da empresa responsável pelo fornecimento de portas de plataforma e dos trens. O equipamento desenvolvido pelo fornecedor só seria recebido em junho deste ano e, após a aprovação, seria repassado para a concessionária. Em novo ofício, o prazo acabou sendo postergado para outubro.

## Uso

### Brasil

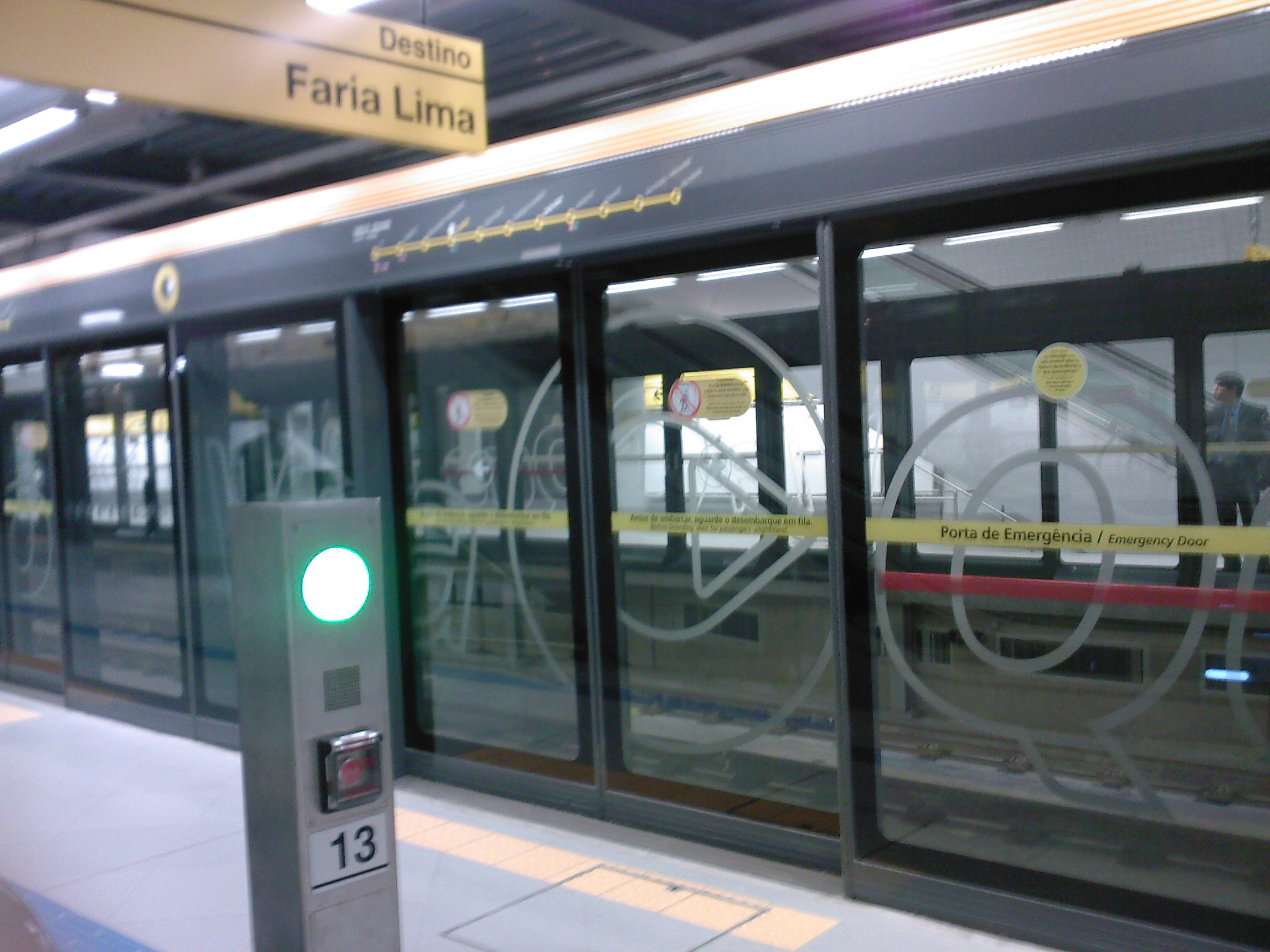
Portas de plataforma da Estação Paulista da Linha 4 do Metrô de São Paulo

O Metrô de São Paulo foi o pioneiro no uso das portas de plataforma na América Latina, e hoje possui 57 estações com portas de plataforma: Jabaquara e Tucuruvi (Linha 1–Azul); Vila Madalena, Sacomã, Tamanduateí e Vila Prudente (Linha 2–Verde); Palmeiras-Barra Funda, Pedro II, Bresser-Mooca, Belém, Tatuapé, Carrão, Penha, Vila Matilde, Guilhermina-Esperança, Patriarca-Vila Ré, Artur Alvim e Corinthians-Itaquera (Linha 3–Vermelha); e todas as estações das linhas 4–Amarela, 5–Lilás e 15–Prata (esta, ainda em processo de expansão), sendo que a primeira e a última possuem 11 estações cada, enquanto a segunda conta com 17 estações em operação.

### Chile
O Metro de Santiago implementou a instalação de portas de plataforma nas linhas 3 e 6. Existem planos para a implantação do equipamento em todas as demais linhas do sistema até 2032.